# Usina solar
Usina solar (no Brasil) ou central solar (em Portugal) é uma estrutura capaz de transformar energia elétrica a partir da energia solar. 
Existem dois tipos principais: usinas fotovoltaicas e heliotérmicas. Usinas fotovoltaicas geram energia com um conjunto de painéis fotovoltaicas via o chamado efeito fotoelétrico, transformando a radiação solar a corrente direita e usando inversores a corrente alternada. Por ser uma tecnologia mais madura oferecendo uma economia melhor e a grande maioria das usinas solares aplicam a tecnologia fotovoltaica.
Usinas heliotérmicas por sua vez concentram a radiação solar infravermelho capturado com espelhos e criam um processo térmico de vapor para mover turbinas e gerar energia elétrica. As duas configurações mais comuns são a calha parabólica e torre central. A configuração de torre central é composta de um conjunto de espelhos móveis espalhados por uma ampla área plana e desimpedida, que apontam todos para um mesmo ponto, situado no alto de uma torre. Neste ponto, canalizações de água são aquecidas pela incidência da luz solar refletida, produzindo vapor que move uma turbina a vapor e que aciona um gerador de energia elétrica.
A usina solar é uma forma de obtenção de energia ecológica, pois capta a luz do Sol e a transforma em energia, sem causar danos ao meio ambiente, apesar de exigir que o local de sua instalação seja aplainado e liberado de obstáculos. Geralmente suas instalações se situam em regiões ensolaradas, de pouca nebulosidade. Por vezes se situam em clima seco, onde não existe volume de água suficiente, para manter em funcionamento uma hidrelétrica convencional.

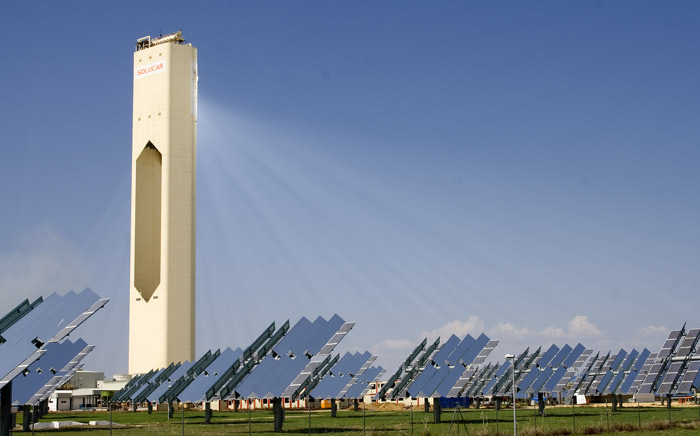
Usina heliotérmica PS10, na Espanha.

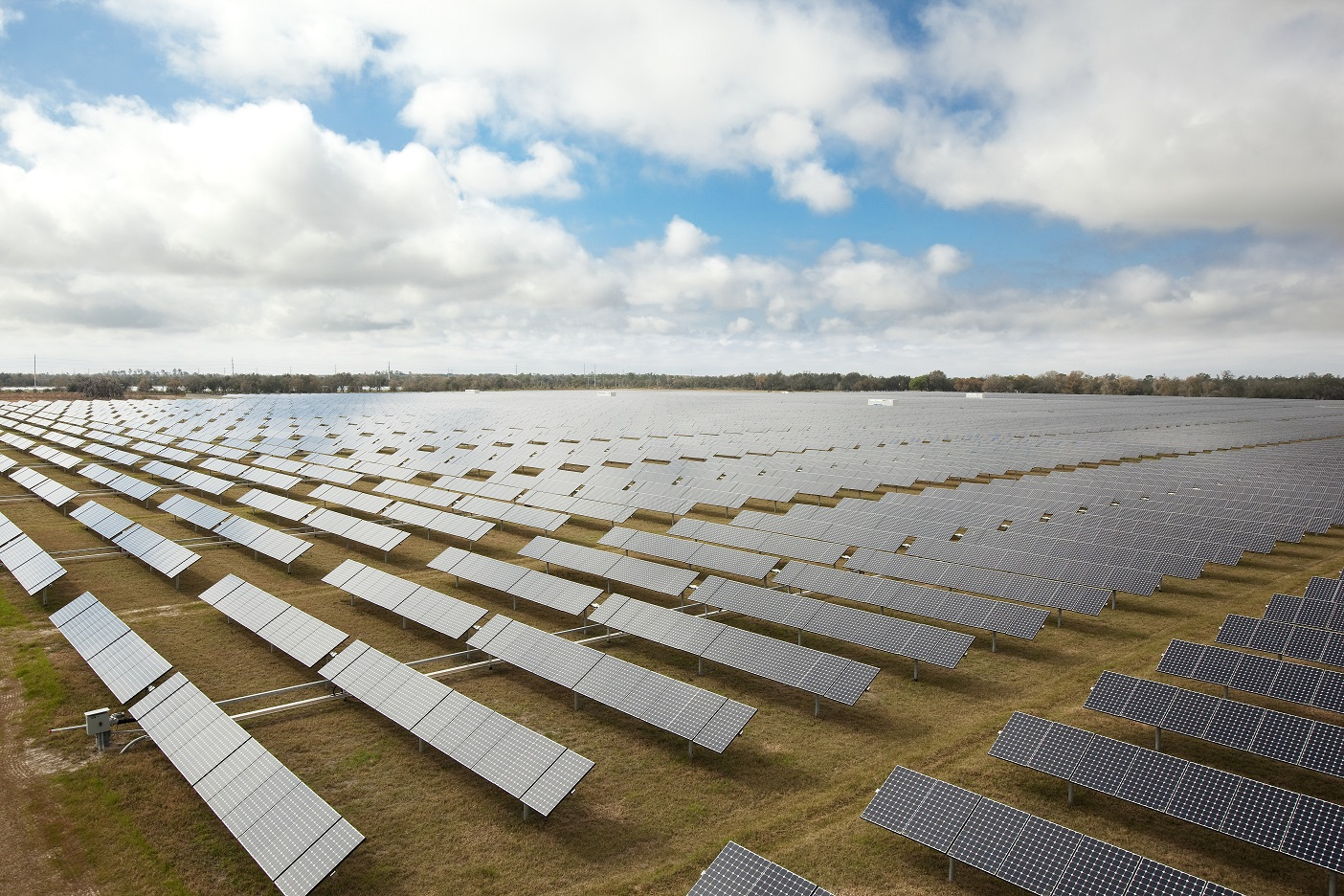
Usina fotovoltaica.

Porém esta usina não funciona a noite, e ao nascer do Sol e no poente, sua eficiência cai drasticamente. Sua utilização ainda é apenas relegada a um segundo plano, apenas fornecendo energia elétrica suplementar a redes de distribuição.
O armazenamento de energia elétrica produzida durante o dia em baterias é ainda relativamente pouco eficiente e faz o uso de grande quantidade de baterias e estas possuem vida limitada e devem ser recicladas para evitar a contaminação do meio ambiente.
Uma outra forma de se obter energia eléctrica a partir da luz solar é por meio de painéis recobertos com células fotoelétricas (ver: painel solar fotovoltaico). Porém de pouca eficiência, já que a energia elétrica produzida não chega a valores expressivos.
Existem 3  planos teóricos de captar a energia do Sol diretamente do espaço e envia-la à Terra através de satélites solares, porém de alto custo e atualmente é economicamente inviável.
O nordeste brasileiro por ser uma região ensolarada, próxima do equador, apresenta condições mais propícias para receber centrais solares. Nessa região, se localizam as maiores usinas solares da América Latina: o Complexo Solar Lapa (158 MW), o Parque Solar Ituverava (254 MW) e o Parque Solar Nova Olinda (292 MW).
Condomínios solares são usinas solares compartilhadas, geralmente fotovoltaicas, compostas de vários lotes solares no sistema de compensação da ANEEL. A resolução normativa 687/15 da ANEEL regulamenta a geração distribuída de energia elétrica no Brasil e permite a geração compartilhada e a auto-produção remoto via modalidade de condomínio solar.
Areia do deserto poderia ser utilizada em instalações de energia solar concentrada para armazenar energia térmica até 1000 °C. O projeto de pesquisa chamado 'Sandstock' tem procurado desenvolver um sistema receptor e para armazenamento de energia solar alimentado por gravidade, de baixo custo sustentável, e usando partículas de areia como coletores de calor, transferência de calor e meios de armazenamento de energia térmica.
De todos os países europeus, Portugal é o país com mais horas de sol anuais, logo tem excelentes condições para utilizar esta energia renovável. Também em Portugal que se localizam as duas maiores usinas/centrais solares do mundo.
|  |  |  |